# Гай Кальпетан Рантій Квіринал Валерій Фест
Гай Кальпетан Рантій Квіринал Валерій Фест (лат. Gaius Calpetanus Rantius Quirinalis Valerius Festus; ? — між 85 та 86) — державний та військовий діяч Римської імперії, консул-суффект 71 року.

## Життєпис
Походив з роду Валеріїв. його гілки Фестів. Про його батьків немає чітких відомостей. При народженні звався Публій Валерій Фест. У 60-ті роки був усиновлений Гай Кальпетан Ранцій Седатом, консулом-суффектом 47 року. Ззовні зберігаючи вірність імператорові Вітеллію Валерій Фест розпочав перемовини з Веспасіаном. Після перемоги останнього у 69 році зумів продовжити свою кар'єру.
У 70 році призначено командиром III Августового легіону та фактичним керівником провінції Нумідія. На цій посаді придушив заворушення племені гарамантів. У 71 році став консулом-суффектом. У 73 році призначено куратором гирла та каналів Тибра. З 73 до 78 року як імператорський легат-пропретор керував провінцією Паннонія, з 79 до 81 року — провінцією Тарраконська Іспанія. У 85 або 86 році наклав на себе руки, можливо внаслідок конфлікту з Доміціаном або підозр імператора.